# When Dream and Day Unite
When Dream and Day Unite (рус. «Когда сон станет явью») — дебютный студийный альбом американской прогрессив-метал-группы Dream Theater, вышедший 6 марта 1989 года на независимом лейбле Kajem/Victory Studios.
В буклете альбома приводится посвящение: «This Album is Dedicated to the Loving Memory of Andrea Held Leone and Ralph R. Dominici, Sr.» (этот альбом посвящается благодарной памяти Андреи Хелд Леоне и Ральфа Р. Доминичи, старшего — матери барабанщика Майка Портного и отца вокалиста Чарли Доминичи, соответственно).

## Список композиций
| №  | Название | Текст песни              | Музыка                                        | Длительность |
| -- | --- | ------------------------ | --------------------------------------------- | ------------ |
| 1. | «A Fortune in Lies»                                                                                                   | Джон Петруччи            | Dream Theater                                 | 5:12         |
| 2. | «Status Seeker» | Чарли Доминичи, Петруччи | Dream Theater                                 | 4:15         |
| 3. | «The Ytse Jam» | (инструментал)           | Петруччи, Джон Маянг, Кевин Мур, Майк Портной | 5:43         |
| 4. | «The Killing Hand" - I. "The Observance" - II. "Ancient Renewal" - III. "The Stray Seed" - IV. "Thorns" - V. "Exodus» | Петруччи                 | Dream Theater                                 | 8:40         |
| 5. | «Light Fuse and Get Away»                                                                                             | Мур                      | Dream Theater                                 | 7:23         |
| 6. | «Afterlife» | Доминичи                 | Dream Theater                                 | 5:27         |
| 7. | «The Ones Who Help to Set the Sun»                                                                                    | Петруччи                 | Dream Theater                                 | 8:04         |
| 8. | «Only a Matter of Time»                                                                                               | Мур                      | Dream Theater                                 | 6:35         |

## Участники записи
- Джон Петруччи — гитара
- Майк Портной — ударные
- Джон Маянг — бас-гитара
- Кевин Мур — клавишные
- Чарли Доминичи — вокал